# Екзотика
 Екзотика  — ювелірні вироби, побутові речі, військова зброя, знаряддя для полювання, явища суспільного життя, живі організми — типові, характерні для віддаленого географічного району і віддалених країн чи віддаленої історичної доби і незвичні, нетипові для інших географічних районів чи культурних осередків.

## Історичні дані
Доба Великих географічних відкриттів познайомила західноєвропейців з віддаленими континентами, віддаленими країнами, де безліч побутових речей, військова зброя, знаряддя для полювання, явища суспільного і мистецького життя суттєво відрізнялися від звичних для європейців. Відношення до екзотики було різним. Одні речі і явища викликали захоплення, якщо вони хоча би частково збігалися з шкалою цінностей західноєвропейців (золоті прикраси індіанців Америки, порцеляна Китаю). Інші — зневагу і осуд, привіди для агресії і висновків про дикунство. Зразки ювелірних виробів американських індіанців, якщо вони не потрапляли у переплавку за злитки, викликали захоплення і спонукали до колекціонування. Альбрехт Дюрер висловив захоплення, коли побачив ювелірні вироби американських індіанців та замальовував їх.
Серед ювелірних виробів, що зберігав Строгановський палац у Петербурзі — був і золотий нагрудний знак-дзвоник вельможного мексиканського вояка доколумбової Америки (нині в музеї Ермітаж).

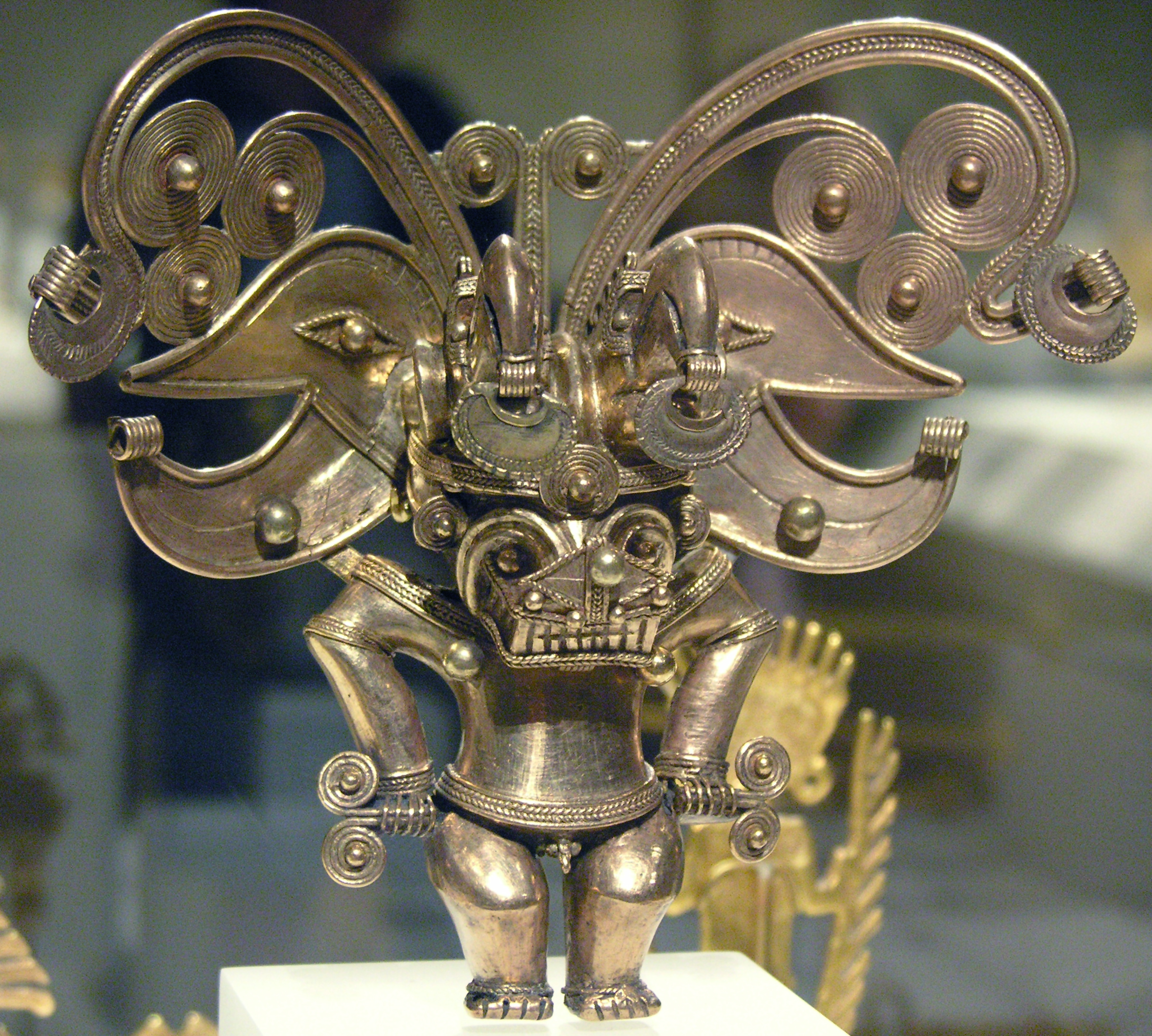
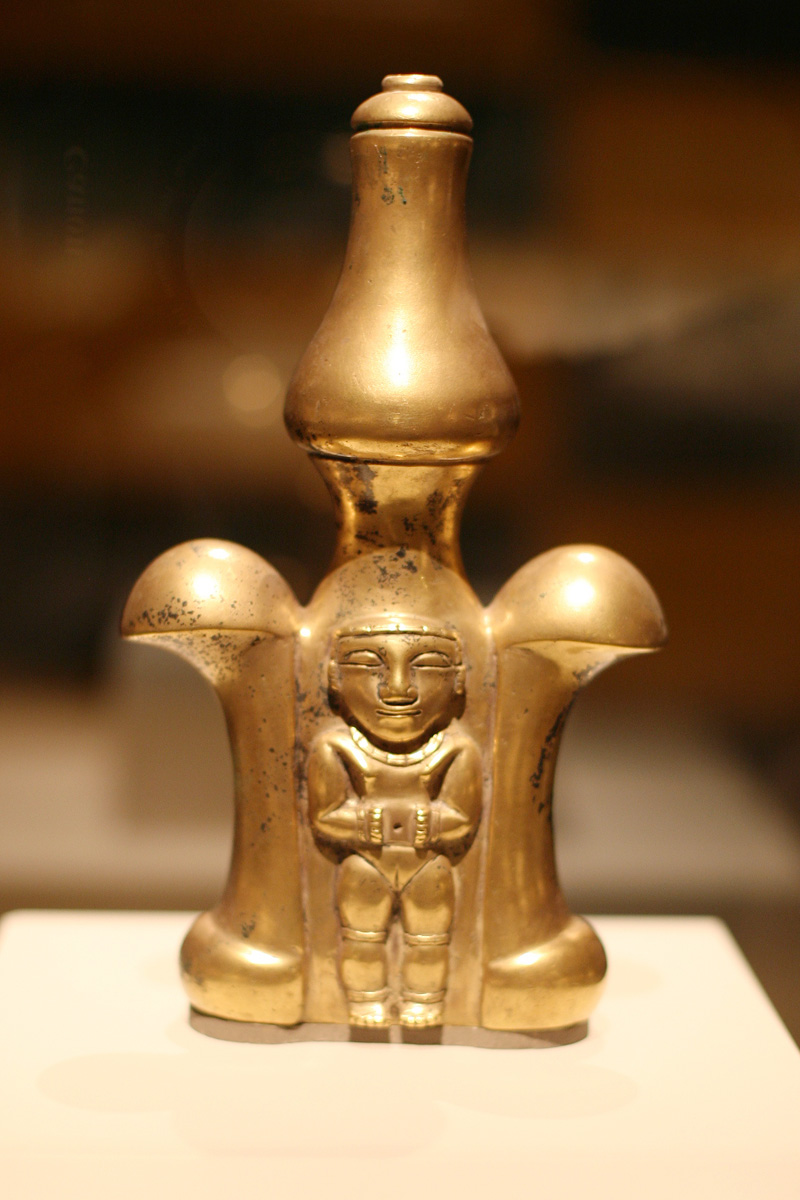
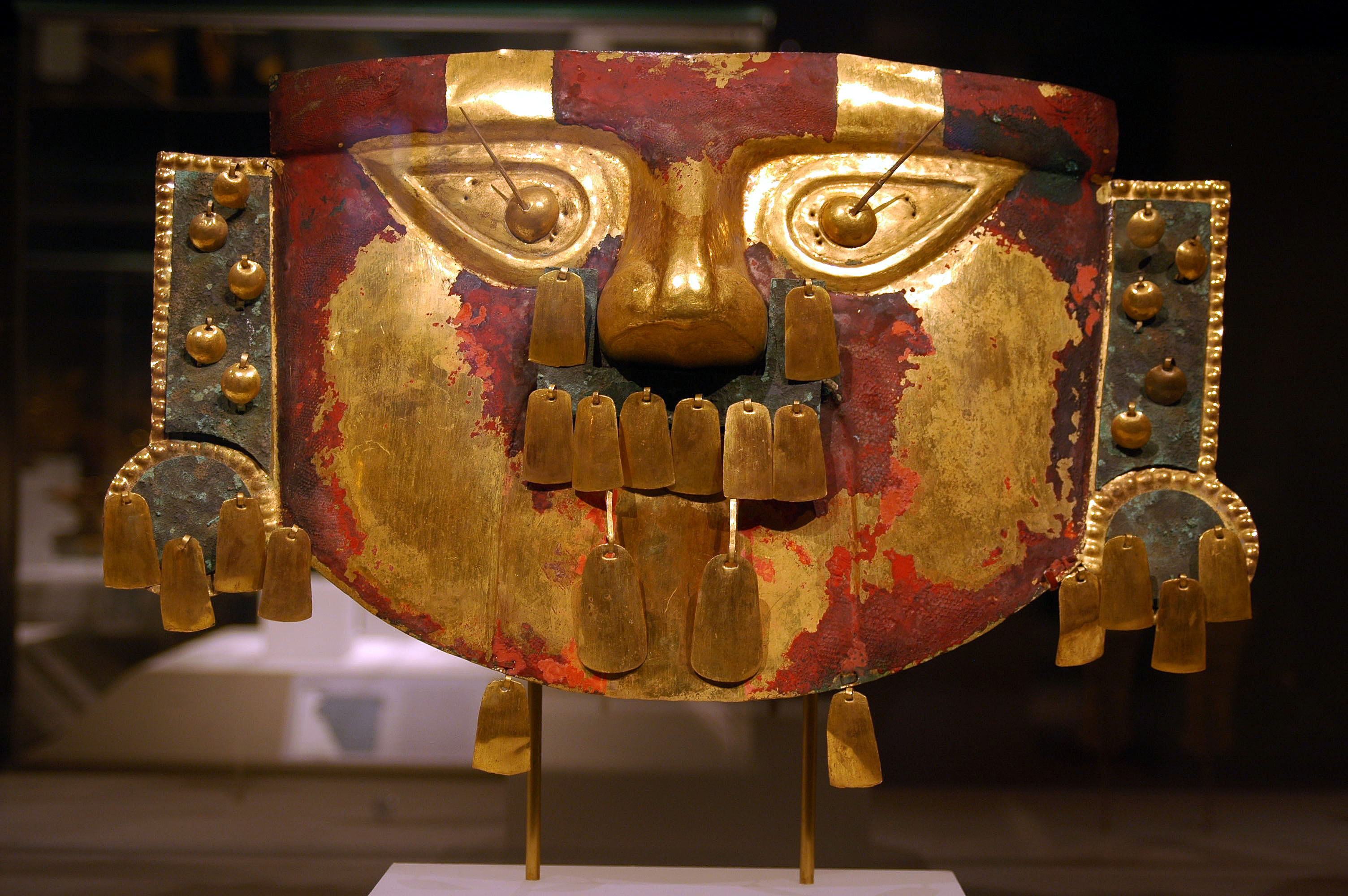
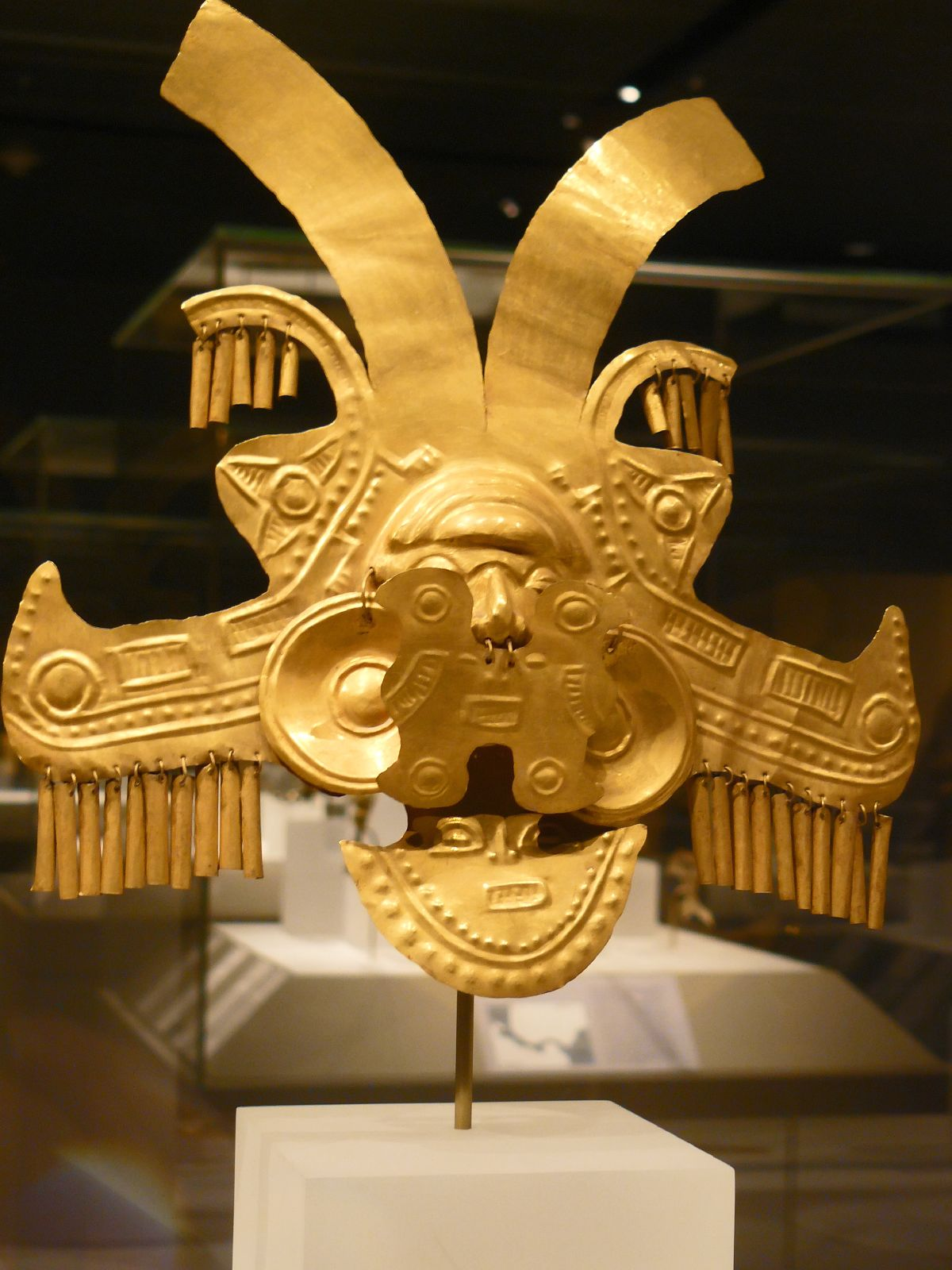

Колонізація Америки сприяла відкриттю багатих і промислово перспективних покладів срібла в Кордильєрах. Гоговним постачальником срібла для Іспанії на деякий час стане Мексика, де у 1521—1945 рр. було видобуто близько 205 тыс. т. металу — коло третини всієї кількості видобутого срібла за той період.
Релігійні настанови католиків Іспанії, що активно колонізували Америку, навпаки, спонукали до майже повного знищення ацтекських рукописів, кодексів мая. Лише одиничні зразки тих рукописів були вивезені в Європу. Для більшості кодексів — навіть статус екзотичних речей не став в заваді при їх знищенні.

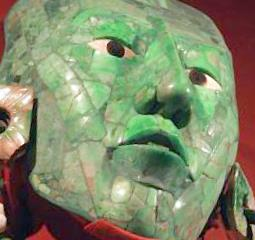
Маска вождя зі шматочків нефриту, культура мая.
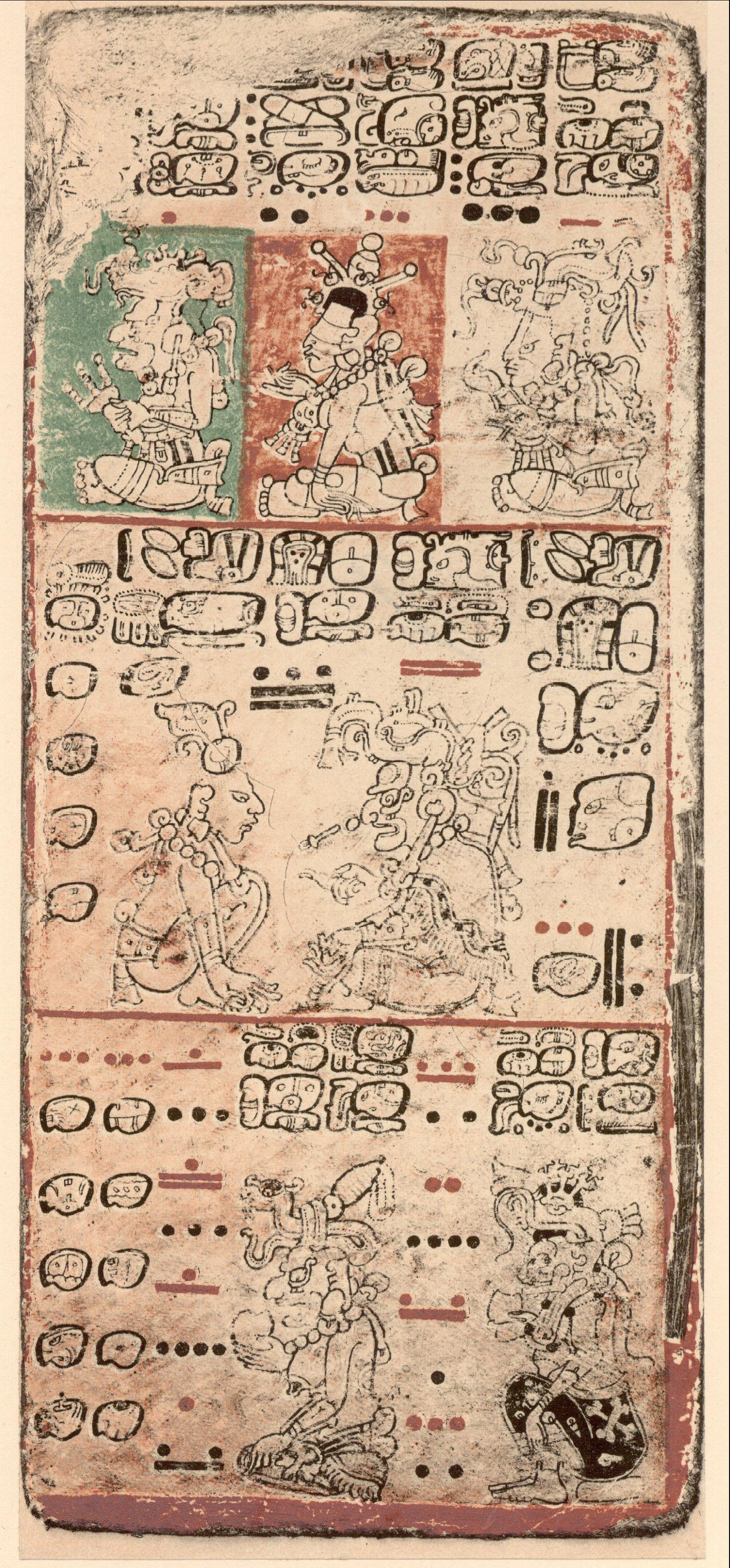
Дрезденський кодекс, сторінка з малюнками і написами
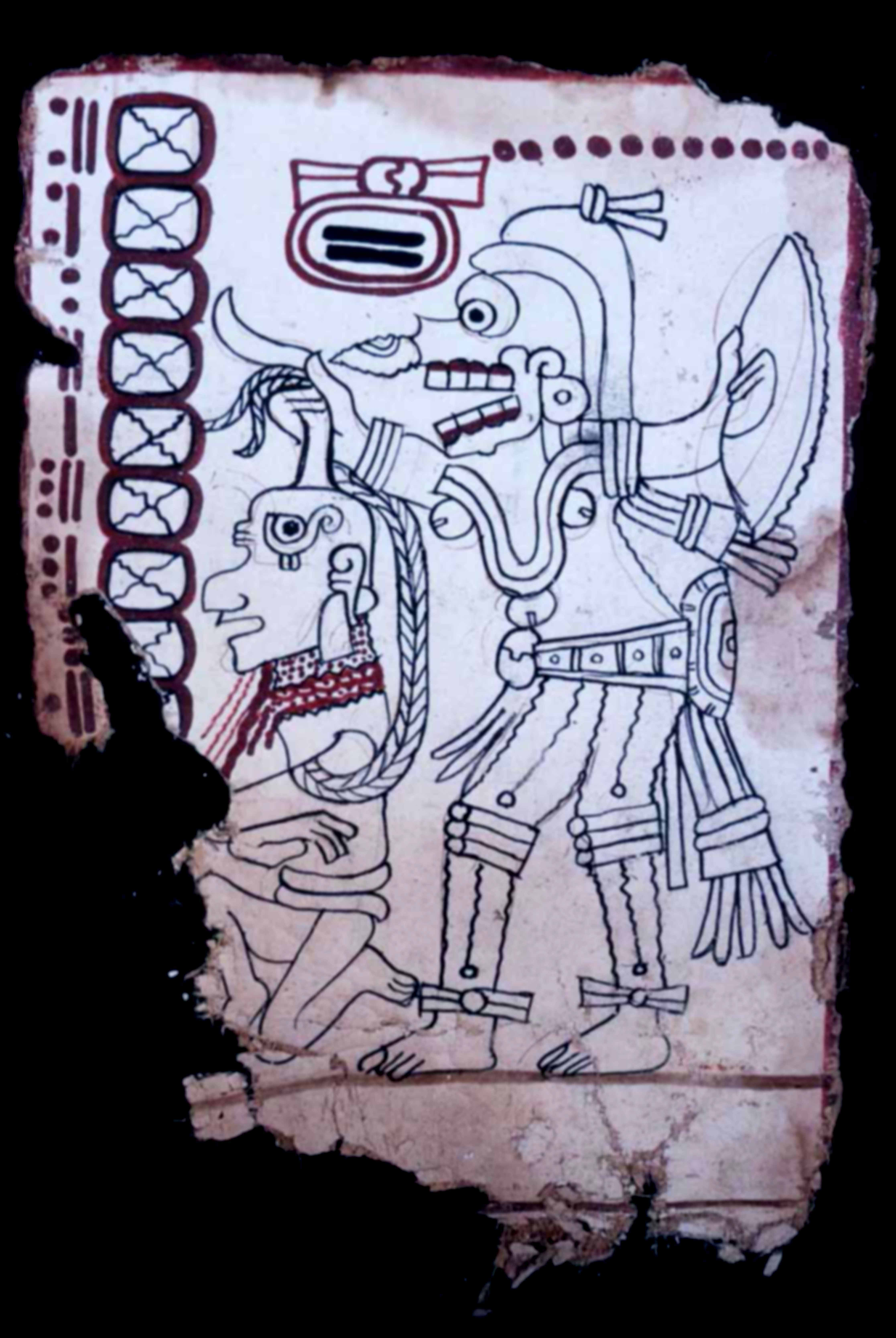
Малюнок з кодексу Грольє.
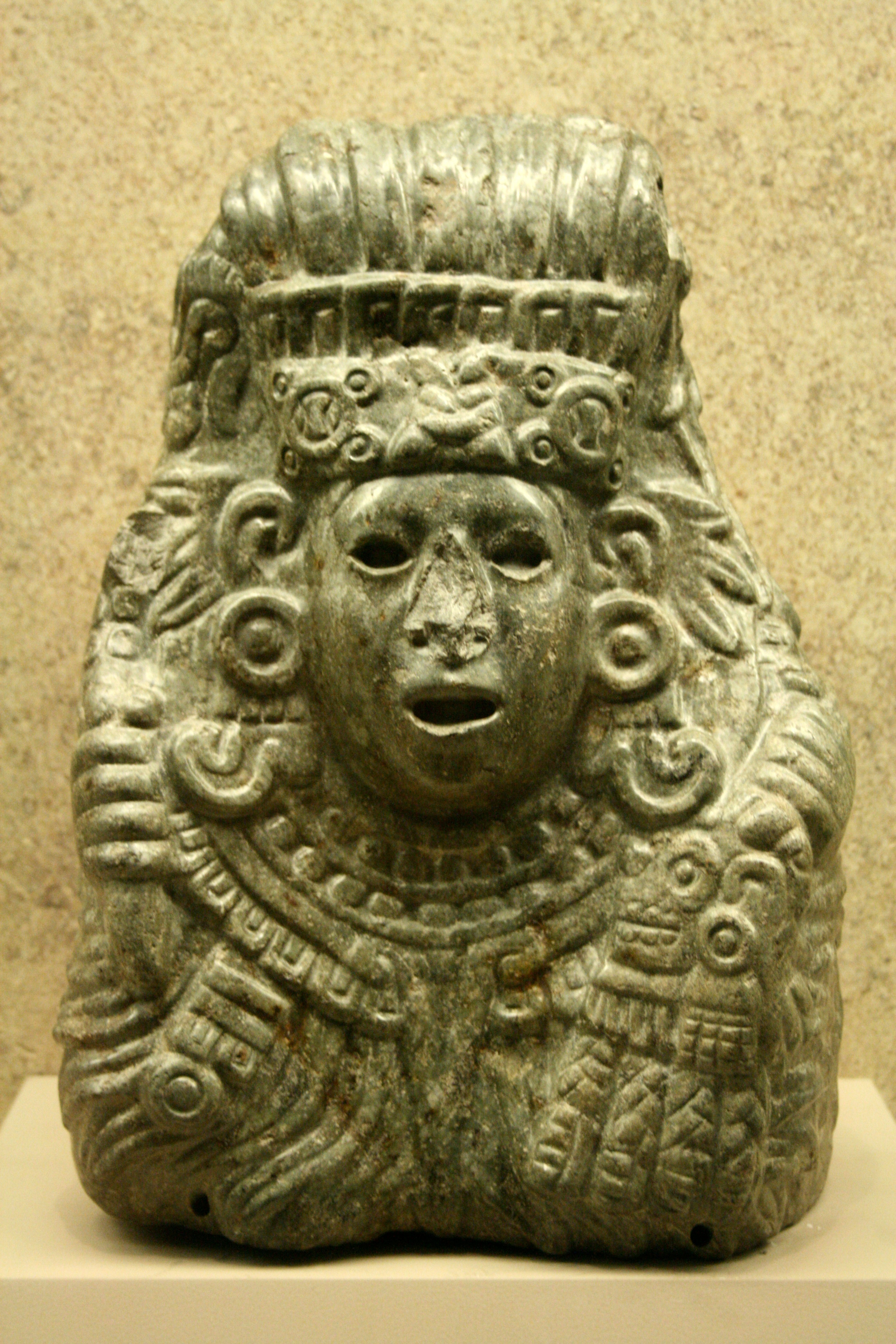
Кецалькоатль, Британський музей, Лондон.

Для західноєвропейських країн 16-18 століть екзотикою були китайська порцеляна та лакові вироби Китаю. Перебуваючи в захопленні від незвичного матеріалу, китайська порцеляна викликала хвилю імітацій майстрів — керамістів в Європі 16-17 ст. (порцеляна Медічі, в Тоскані, Італія, порцеляна Делфта, Голландія, кам'яні маси в Британії). Екзотичний китайський посуд спонукав науковців та керамістів Європи до винаходу власних рецептів порцелянових сумішей.

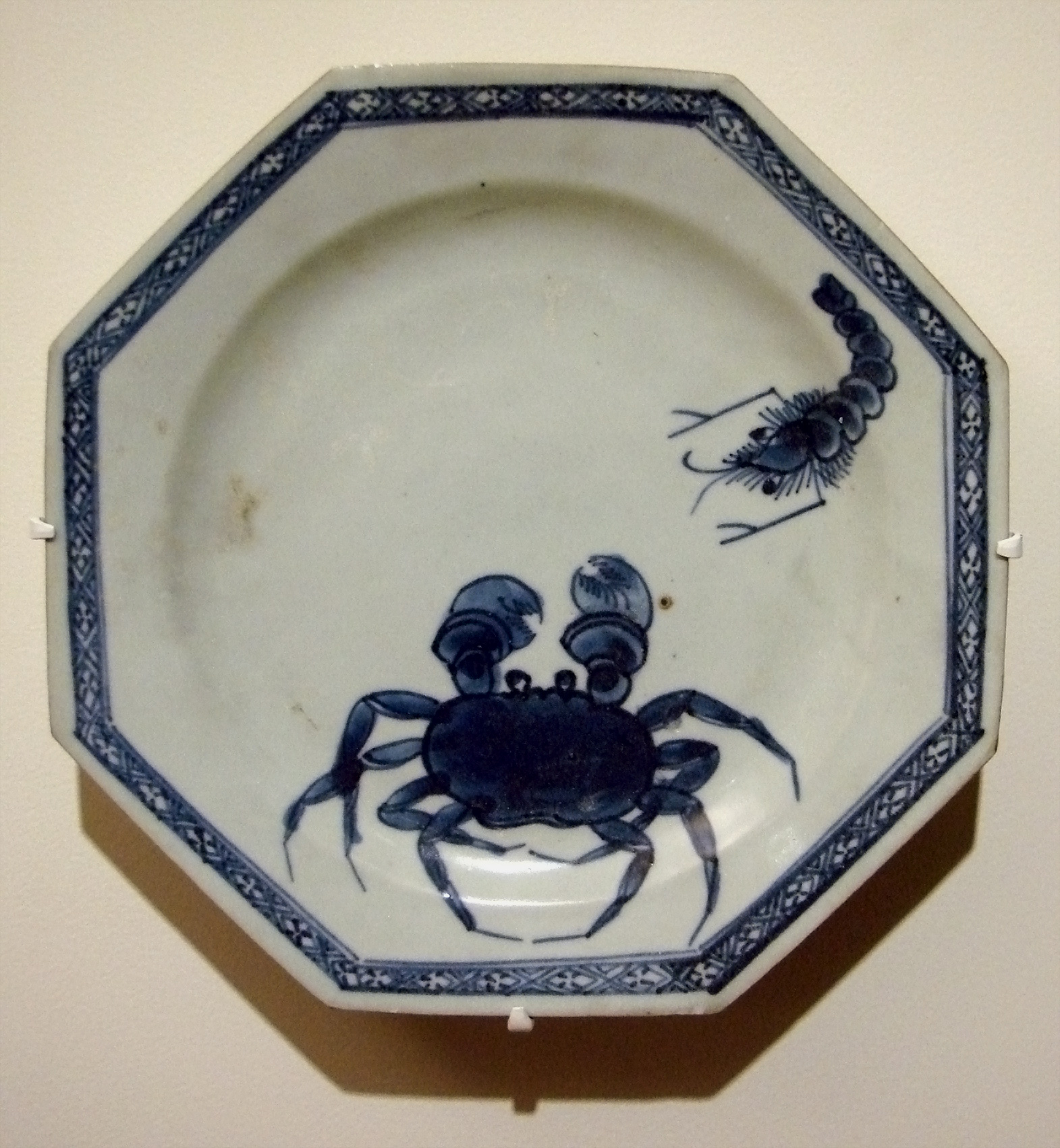
Китайська порцеляна, музей Гіме, Париж.
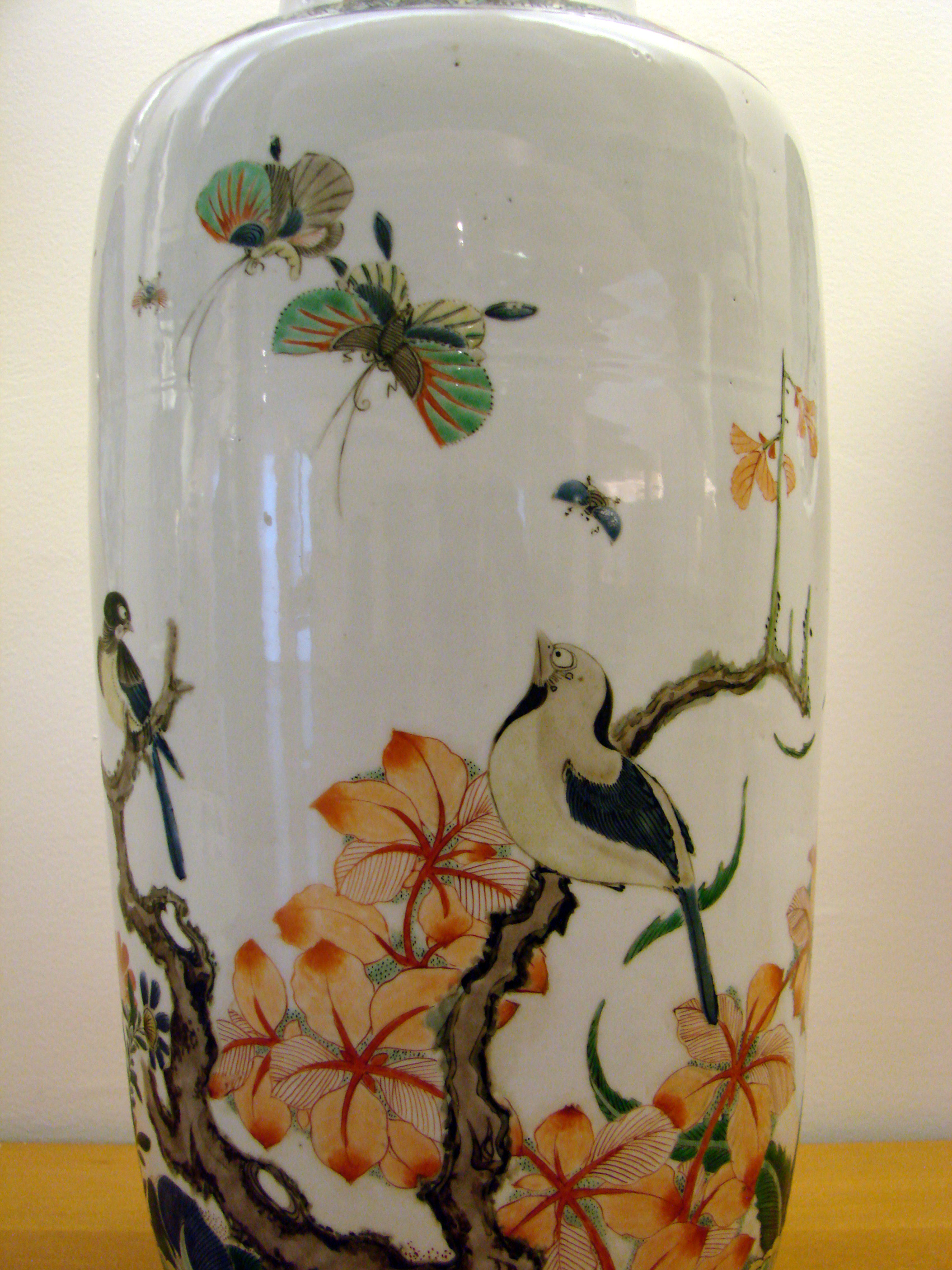
Порцеляна періоду Канхі (1662-1722), музей Гіме, Париж.
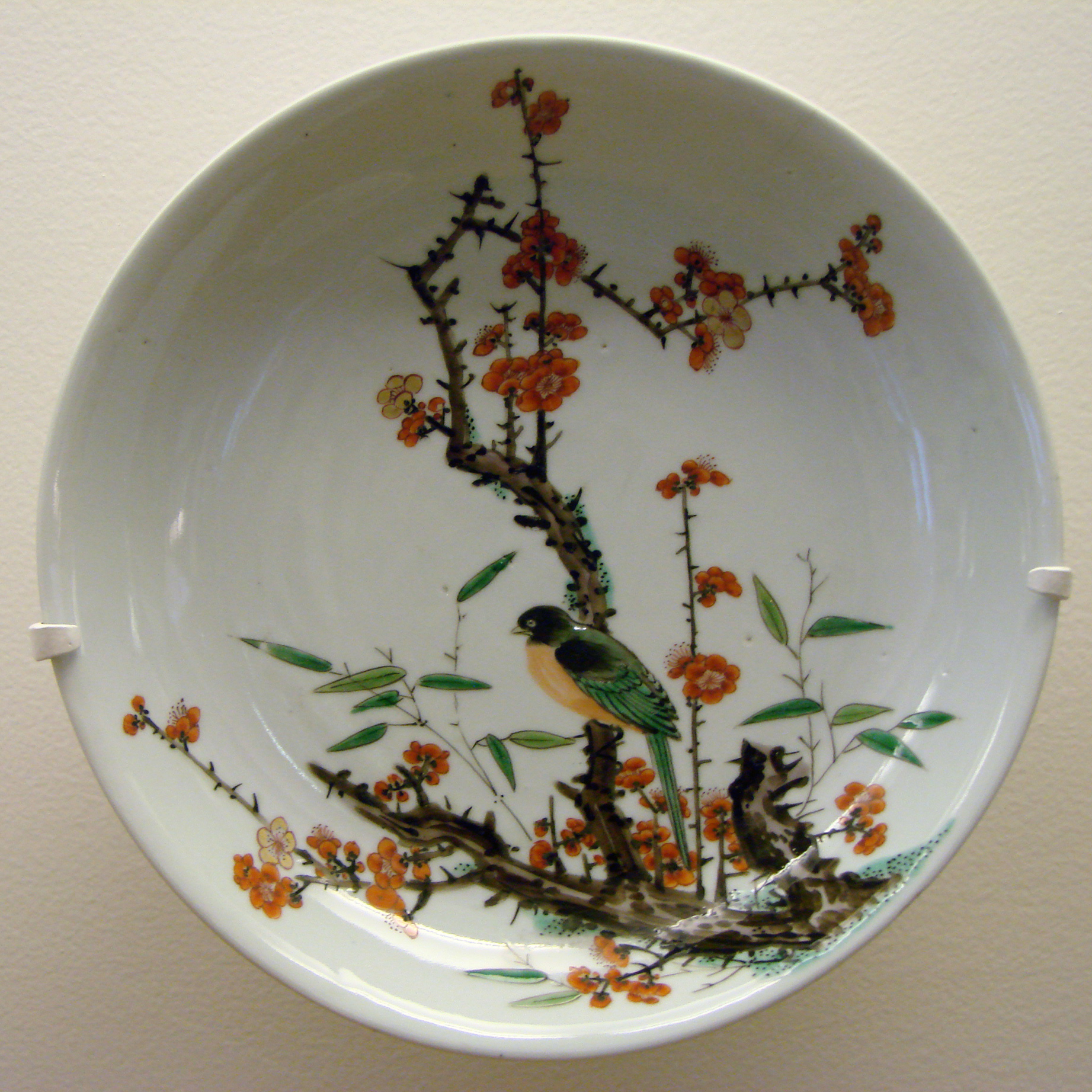
Порцеляна Китаю періоду Канхі ( 1662-1722 ), музей Гіме.
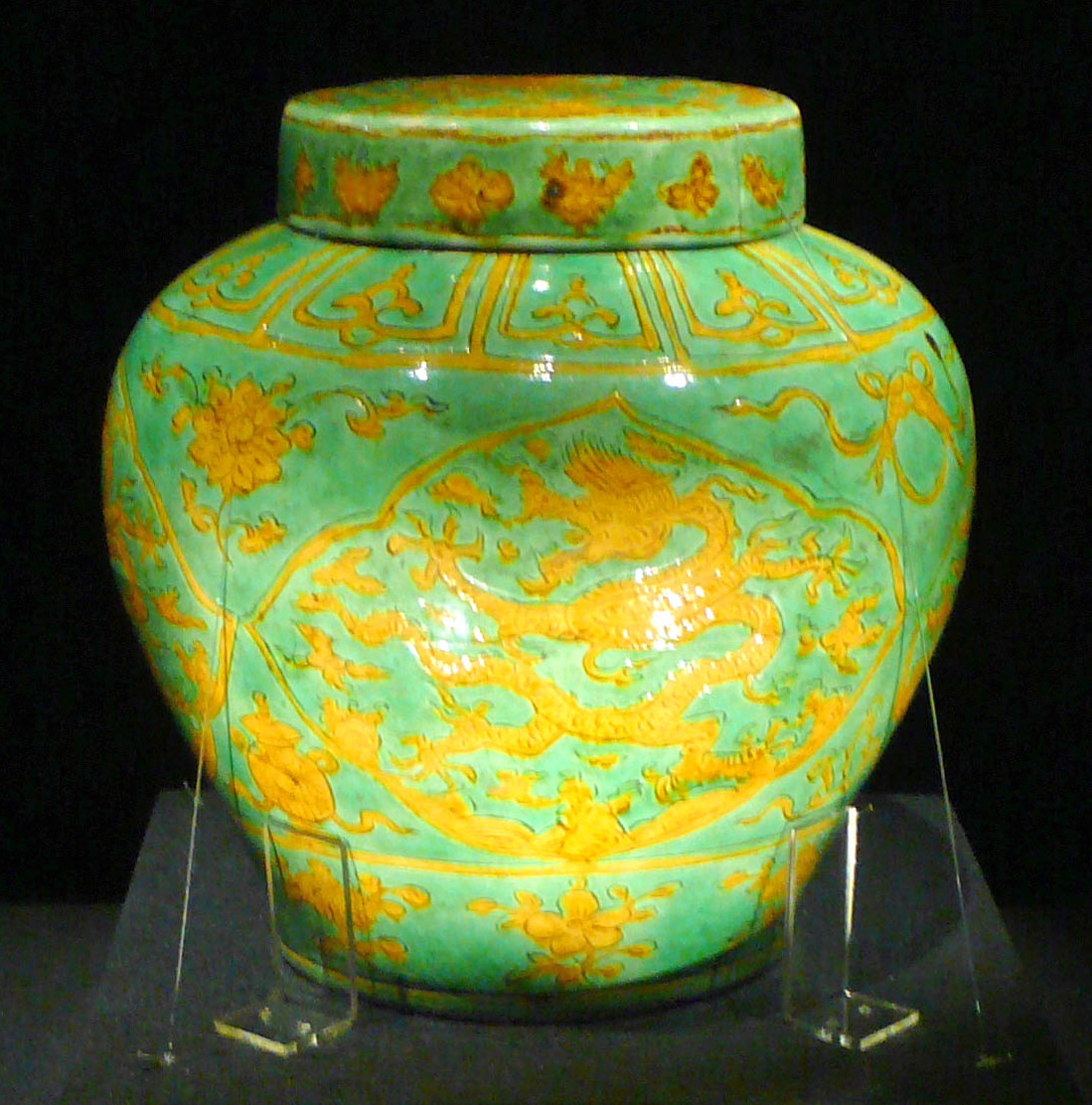
Порцеляна,  династія Мін,( 1573-1620. )

В добу бароко екзотика — породила хвилю створення кабінетів курйозів. Поширення кабінетів курйозів і накопичення в них незвичних, нетипових для доби речей стояло біля витоків європейського наукового знання і появи мистецьких, етнографічних і наукових музеїв.